# Lars Olsen (fodboldtræner)
 Der er flere personer med dette navn, se Lars Olsen.
Lars Christian Olsen (født 2. februar 1961) er en tidligere landsholdsspiller i fodbold, forhenværende træner for Færøernes fodboldlandshold og senest træner for Esbjerg fB.
Lars Olsen blev kåret som Årets Fodboldspiller i Danmark i 1988, og Årets fodboldtræner i Danmark for klubben Randers FC i 2006.
Han fik scoret 4 mål i sine 84 A-landskampe, hvor han var anfører på landsholdet 1990-1994, og var med til at vinde guld ved EM 1992.

## Træner
I sæsonen 2005-2006 førte han Randers FC op i Superligaen samtidig med at han førte holdet til sejr i landspokalturneringen. I 2006 blev Lars Olsen endvidere kåret som årets træner i Danmark på grund sin succes med Randers FC. Han vandt foran Bruce Rioch (OB), Ståle Solbakken (FC København) og Kent Nielsen (AC Horsens).
I efteråret 2007 blev Olsen cheftræner for Superligaklubben OB, med hvem han i sin første sæson opnåede en 4. plads i ligaen. I de to efterfølgende sæsoner opnåede OB under Lars Olsens ledelse sølvmedaljer. Dette var den resultatmæssigt bedste periode i klubbens ligahistorie, siden guldet sidste gang blev vundet i 1989. I september 2010 blev Lars Olsen fyret i OB sammen med den øvrige sportslige ledelse.
I november 2011 blev han Færøernes landsholdtræner. Efter tre år som Færøernes træner, førte han holdet til to sensationelle sejre mod de tidligere europamestre fra Grækenland; første gang i november 2014 i Piræus, hvor Færøerne vandt 1-0, og senere på hjemmebane i Tórsvøllur den 13. juni 2015, da Færøerne slog Grækenland 2-1.